# Pseudolotelus ogasawarensis
Pseudolotelus ogasawarensis is een keversoort uit de familie schijnsnoerhalskevers (Aderidae). De wetenschappelijke naam van de soort werd in 1991 gepubliceerd door Nakane.